# ブラウン神父の醜聞
『ブラウン神父の醜聞』（The Scandal Of Father Brown）は、ブラウン神父を主人公とする推理小説短編集の一冊。ギルバート・ケイス・チェスタトンによって1935年に発表された。

## 収録作品

### ブラウン神父の醜聞（The Scandal of Father Brown）
富豪の令嬢であるポター夫人と詩人のロマーニズの不倫を追っていた新聞記者のロックは、ポター夫婦が滞在しているメキシコのホテルへ向かった。ホテルではポターが、詩人が夫人と駆け落ちを企てているとしてホテルの従業員に扉や窓を閉めさせていたが、偶然そのホテルに滞在していたブラウン神父が、自分の部屋から夫人を逃がしていた。いきり立つロックに対し、神父は釈明を始める。

### 手早いやつ（The Quick One）
サセックス州のあるホテルのバーにて、酒好きなセールスマンの一団の横にイスラム教の伝道師がやってきてミルクを注文した。セールスマン達がそれを野次ると、伝道師は反論を始めた。そこへラグリーという議論好きで有名な頑固者が現れ、論争に参加した挙句ムハンマドを侮辱した。すると伝道師は壁に飾ってある剣をラグリーに投げつけたのだ。剣は間一髪で外れ、ラグリーは怒るどころかその気概を賞賛した。翌日、そのバーで、ラグリーがその剣を突き刺された状態で発見される。一連の騒動を目撃していたブラウン神父は、前日誰も来ないうちに一杯だけ飲んで立ち去った「手早いやつ」を見つけ出すよう警察に進言する。

### 古書の呪い（The Blast of the Book）
心霊現象の研究家であるオープンショウ教授の元に、プリングル師という古書を携えた人物が訪れる。師はアフリカで、読むと姿を消すという古書を手に入れたと主張する。それを師に紹介したウェールズ大尉という人物がいるが、大尉にその古書を紹介した男が消失した。次に大尉が、さらに師が置き忘れた古書を読んだらしい教授の秘書が、そして古書の元々の持ち主が、最後に師自身が消失する。五人もの人物が姿を消した謎を持ち込まれたブラウン神父が見事に解決する。

### 緑の人（The Green Man）
戦艦から降りて家路についていたクレイヴン提督が、何者かに刃物で殺害され、死体は池に隠されていた。秘書が疑われるが、ブラウン神父は彼と二人きりで話し合った末一人で関係者の前に姿を現す。神父は殺人犯を逃がしたと非難されるが、冷静に別の犯人を指摘する。

### ブルー氏の追跡（The Pursuit of Mr．Blue）
ある富豪が従兄弟に殺すという脅迫を受けていた。富豪は探偵を雇い、ある港の建物で打ち合わせを行うことにした。ところが探偵はその建物に閉じ込められ、富豪はその建物の周りをぐるぐると追跡された上で殺されてしまった。探偵はなんとか部屋を出ると、港をすぐさま封鎖したが、犯人は捕まらなかった。この謎をブラウン神父が解き明かす。

### 共産主義者の犯罪（The Crime of the Communist）
マンデヴィル大学に二人の富豪が現れ、寄付を申し出た。富豪たちが学内を視察している間、学長を始め教授達は正餐を行った。その席に共産主義者として知られるクレイクンがいないことから、共産主義に関する議論が戦わされる。そして当人が現れると、富豪たちと対決することを宣言して出て行く。その後、ブラウン神父を含む一行は富豪たちがベンチに腰掛けたまま死んでいるのを発見する。

### ピンの意味（The Point of a Pin）
ブラウン神父のアパートの向かいでビルが建設されていた。ところがその現場でストライキが起ころうとしており、さらに社長に対して殺人の脅迫がなされる。その後社長は、それを苦にしたのか遺書を残して死んでいるのが発見された。しかし神父はそれを殺人と見抜き、なぜ脅迫の後自殺に見せかけた殺人が起こったのかを分析する。そして神父は、事件の全体像を夢の中で解決する。

### とけない問題（The Insoluble Problem）
ブラウン神父の下に、久々にフランボウから電話があった。ある修道院で高名な聖物箱を護衛する仕事を手伝ってほしいというのだ。時を移さず、あるホテルに来てほしいという電話がかかってくる。修道院と同じ方向にあるので、神父たちはそのホテルへ向かった。すると、まことに奇妙な老人の死体に遭遇する。木に首を吊られているのだが、同時に剣で刺されており、結局死因は毒殺だった。しかも庭の足跡から判断すると、走ったり片足で飛び跳ねたり側転したりしているようなのだ。手がかりを一通り観察すると、神父は直ちにフランボウを修道院へ向かうようせきたてる。車中でいぶかるフランボウに、神父は自分達に仕組まれた企みについて語る。

### 村の吸血鬼（The Vampire of the Village）
ポタース・ポンドという寒村で旅回りの役者が撲殺される。それから一年後、ある博士に呼ばれたブラウン神父が現れる。殺された役者の後家が村の近くに住み着き、牧師の息子と恋に落ちるというスキャンダルが持ち上がっていた。そして役者は撲殺で無く毒殺されたことが発覚したのだ。一年前の事件の真相を神父が解き明かす。